# Joost-Pieter Katoen
Joost-Pieter Katoen (Krimpen aan den IJssel, 6 oktober 1964) is een Nederlands theoretisch informaticus die voornamelijk in Duitsland werkt. Hij is hoogleraar computerwetenschappen en hoofd van de Software Modeling and Verification Group aan de Rheinisch-Westfälische Technische Hochschule (RWTH) in Aken. Daarnaast is hij parttime verbonden aan de Formal Methods & Tools Group van de Universiteit Twente.

## Loopbaan
Katoen behaalde in 1987 zijn doctoraalexamen informatica (met lof) aan de Universiteit Twente. In 1990 behaalde hij een Professional Doctorate in Engineering aan de Technische Universiteit Eindhoven en in 1996 behaalde hij de doctorstitel in computerwetenschappen aan de Universiteit Twente.
Van 1997 tot 1999 was Katoen postdoctoraal onderzoeker aan de Friedrich-Alexander-Universität Erlangen-Nürnberg. In 1999 werd hij universitair hoofddocent aan de Universiteit Twente, waar hij nog steeds een parttime aanstelling vervult. In 2004 werd hij benoemd tot hoogleraar aan de RWTH Aken.
Katoen is binnen de International Federation for Information Processing een van de oprichters van de Working Group (WG) 1.8 over Concurrency Theory en lid van de WG 2.2 Formele beschrijving van programmeerconcepten. Van 2006 tot 2010 was hij verbonden aan het Review College van de Britse Engineering and Physical Sciences Research Council (EPSRC). In 2013 was hij gasthoogleraar aan de Universiteit van Oxford. Van 2015 tot 2019 was hij voorzitter van het stuurcomité van de European Joint Conferences on Theory and Practice of Software (ETAPS). In 2020 was hij voorzitter van het stuurcomité van de TACAS-conferentie (Tools and Algorithms for the Construction and Analysis of Systems). In 2023 werd hij bestuurslid van het Center für Künstliche Intelligenz (KI-Center) van de RWTH Aken, alsmede lid van de raad van toezicht van het Max-Planck Institut Software Systems. In hetzelfde jaar was hij gasthoogleraar aan de Technische Universiteit Wenen. Sinds 2024 is hij vice-rector voor onderwijs (Prorektor Lehre) van de RWTH Aken.

## Onderzoek en publicaties
Katoens onderzoek richt zich op de ontwikkeling van wiskundige verificatiemethoden voor het beoordelen van de nauwkeurigheid van programma's en computersystemen. Katoens belangrijkste onderzoeksinteresses zijn formele methoden, computerondersteunde verificatie, met name model checking en deductieve programmaverificatie, gelijktijdigheidstheorie en semantiek. De technieken en softwaretools die hij heeft ontwikkeld worden toegepast op gebieden als veiligheidsanalyse, AI-planning, regeltechniek, systeembiologie en in modelgebaseerde prestatiebeoordeling en betrouwbaarheidsanalyses.
Samen met Christel Baier schreef en publiceerde hij het boek Principles of Model Checking. Katoen heeft anno 2025 circa 128 wetenschappelijke artikelen gepubliceerd, die meer dan 30.000 keer zijn geciteerd. Zijn Hirsch-index bedraagt 78.

## Eerbewijzen
Katoen ontving diverse onderscheidingen en prijzen. In 2013 werd hij benoemd tot universiteitshoogleraar (distinguished professor) aan de RWTH Aken. In hetzelfde jaar werd hij verkozen tot lid van Academia Europaea. In 2017 ontving hij een eredoctoraat van de Universiteit van Aalborg. In 2018 werd aan Katoen de prestigieuze ERC Advanced Grant toegekend. In 2020 werd hij fellow van de Association for Computing Machinery (ACM). In 2021 werd hij verkozen tot lid van de Koninklijke Hollandsche Maatschappij der Wetenschappen (KHMW). In 2022 werd hij verkozen tot lid van de Nordrhein-Westfälische Akademie der Wissenschaften und der Künste, terwijl hij in 2024 werd verkozen tot lid van de Deutsche Akademie der Wissenschaften Leopoldina.
Publicaties van Katoen werden meermaals bekroond met onderscheidingen, waaronder diverse prijzen voor beste/onderscheidende papers (onder andere ETAPS 2016, IEEE SRDS 2017, LOPSTR 2020, POPL 2021, OOPSLA 2023 en ETAPS 2024). In 2022 ontving hij de CONCUR test-of-time award voor zijn CONCUR-artikel uit 1999, en in 2023 de Jean-Claude Laprie Award voor Dependable Computing voor zijn artikel uit 2003 met Christel Baier, Boudewijn Haverkort en Holger Hermanns over Model-Checking of Continuous-Time Markov Chains.
Voor zijn inzet voor de balans tussen werk en privéleven, vooral voor jonge Ph.D.-studenten met kinderen, werd hem in 2017 de FAMOS-prijs van de RWTH Aken toegekend.

## Privéleven
Katoen is getrouwd en heeft drie zonen. Hij woont/woonde in Maastricht. In zijn vrije tijd is hij een fervent wielrenner en luistert hij naar muziek. In 1997 nam hij deel aan de Vijftiende Elfstedentocht, maar moest na 164 km opgeven.